# Baseball softball club de Ronchin
Uniformes
Les Dragons de Ronchin est un club de baseball et softball situé à Ronchin dans le Nord. Son équipe fanion évolue en Nationale 1 (D3).
Ses fondateurs sont les membres du Lille Université Club Baseball (Les Dragons Rouges), un club fondé en 1987 à Lille qui rejoint la ville de Ronchin deux ans plus tard.
Le club est l'un des plus titrés de la région Nord-Pas-de-Calais.

## Historique

### 1987 - 1989: Les Dragons Rouges du LUC
Tout commence par un voyage aux États-Unis. De retour en France, quelques passionnés fondent un club, les dragons rouges du LUC (Lille Université Club), à l'initiative de son premier président, Daniel Lacharrière qui fera venir un entraineur américain, M.Delannay,.
Dès 1988, les Dragons obtiennent l'agrément de la Fédération française de baseball et softball et enregistrent l'arrivée de Steve Nesbitt, un entraîneur américain.
En 1989, le LUC baseball termine vice-champion de la récemment formée Ligue du Nord-Pas-de-Calais de baseball, softball et cricket et déménage à Ronchin, petite ville de moins de 20 000 habitants située en périphérie de Lille qui lui offre un terrain destiné à la pratique du baseball.

### 1990 - 1994: Débuts euphoriques
Le désormais "BSCR" gagne son premier titre de champion de ligue. Un stage est organisé au Michigan pour les jeunes du club et les sections minimes et cadets sont créées. Dès sa création, le club compte 115 licenciés, un nombre qui progressera jusqu'à 193 en 2004.
En 1991, le club accède à la Nationale 3. François Gosseau est élu président et une équipe de softball féminin voit le jour. Deux ans plus tard, le club compte désormais sept équipes évoluant à différents niveaux.
En 1994, l'équipe baseball sénior accède à la Nationale 1 (D2) baseball et participe à son premier tournoi européen.

### 1995 - 2005: Un club dynamique
Le baseball senior connaît une période trouble et quelques coups durs en 1995, mais les jeunes et le softball montent en puissance. L'équipe senior est rétrogradée en Nationale 2 (D3) et le club perd quelques membres moteurs et presque 90 licenciés. Jérôme Laignel prend la présidence, puis Jocelyn Giard prend le relai de 1996 à 1998. Le club organise un tournoi national pour la catégorie cadet.
Le baseball à l'école. En 1999, grâce à Julien Hendoux, BEES du club, plus de 1 100 élèves sont initiés à la pratique du baseball. 18 joueurs du club font partie de l'équipe de ligue lorsque le club accueille les championnats de France interligues regroupant plus de 500 participants. L'équipe féminine de softball est championne de Nationale 2.
Au début du XXe siècle, le BSCR est le 6e plus grand club de France en termes de licenciés. Les équipes baseball et softball accèdent aux championnats N1. Il accueille l'équipe de France de softball féminin et l'European Tour + 50 ans en softball.
En 2001, c'est la consécration de la politique axée sur les jeunes avec la finale des championnats de France jouée par les cadets, qui partent à Buffalo aux États-Unis en stage dans la foulée. Toujours dynamique, le club accueille les championnats de France de softball féminin. L'équipe de softball mixte est championne de France de N2. Véronique Manceau est présidente, elle succède à Rachid Feddi.
L'année suivante, Ronchin est 4e des championnats de France de softball mixte. Paolo Dos santos est élu président. Julie Hérent et Marie Capoen sont sélectionnées en Équipe de France junior de softball féminin et participent aux championnats d’Europe en République tchèque. Julie y est élue meilleure joueuse française.
Amélie Delorme devient la 3e joueuse sélectionnée en Équipe de France (cadet) en 2003 et participe au Championnat d'Europe à Prague en République tchèque. La même année, Thibault Deleau est sélectionné pour intégrer le Pôle France baseball de Rouen mais ne s'y rend pas. Le club reçoit les Interligues softball: 4 équipes masculines et 3 équipes féminines.
Dans le même temps, le baseball senior sombre et après le départ de nombreux cadres, l'équipe ne s'inscrit qu'en championnat régional. Le club doit se séparer tour à tour de ses deux employés et manque de financements.
En 2005, le club est vice-champion de France de softball mixte balle lente à Luneville.

### 2006 - 2011: Période de reconstruction
Le club connaît sa pire période avec des baisses d'effectif et des problèmes financiers. De 187 licenciés en 2002, le BSCR est tombé à 100 en 2006, une chute qui se poursuit en 2007, pour la première fois de son histoire, le club compte moins de 100 licenciés. De plus, le club house est détruit en janvier pour des raisons de sécurité.
Malgré tout, les résultats sportifs sont toujours là chez les jeunes et en softball. 6 joueuses de Ronchin sont sélectionnées en équipe de ligue qui termine vice-championne de France de softball catégorie - de 21ans.
En 2008, un nouveau club house est construit et Thierry d’Hulst est élu président. Le baseball jeune et le softball sont toujours performants, même si le baseball senior n'arrive pas à remonter en Nationale 1.
En 2009, les Dragons sont champions régional de baseball senior, cadet et de softball mixte. L'équipe de softball masculin se qualifie pour les Championnats de France et gagne la Coupe de la Ligue des Flandres. L'équipe cadet remporte le tournoi de Mortsel en Belgique. L'équipe senior de baseball s'arrête en 1/2 finale des championnats de France de Nationale 2 2009 et rate donc la montée en Nationale 1 de peu. Elle remporte aussi l'Open des Volcans de Clermont-Ferrand et le tournoi des 20 ans d'Argancy.
En 2010, toutes les sections du club sont victorieuses au niveau régional, alors que le club accueille les Championnats de France minimes et cadets. Sa section cadet termine vice-championne de France alors que deux de ses joueurs sont sélectionnés au Pôle France baseball de Rouen. Un seul l'intègre, Vincent Debove, couronnant un gros travail sur la formation des jeunes durant toute la décennie. Celeste Desrousseaux participe aux championnats d'Europe avec l'équipe de France et intègre le pôle France Softball à la rentrée 2010.
L'équipe senior rate une nouvelle fois le coche en Nationale 2 en s'inclinant en 1/4 de finale.

### Depuis 2012: nouvelle dynamique
Après plusieurs campagnes de Nationale 2 infructueuses, Ronchin accède tout de même à la Nationale 1 (D3) à la faveur du désengagement d'un promu en 2013. Pour leur première saison, les Dragons terminent deuxièmes de leur poule et décrochent une place en 1/4 de finale. En 2014, les Dragons manquent les playoffs de peu mais assurent facilement leur maintien à ce niveau de compétition.
En parallèle, un nouveau comité directeur est élu et Julien Cordier succède à Thierry D'Hulst à la présidence du club.

## Organisation

### Siège
Le siège social du club de situe au complexe Pierre-de-Coubertin à Ronchin, près des terrains d'entrainement et d'honneur du club.

### Bureau et comité d'administration
Le bureau est élu pour une durée de 2 ans : Julien Cordier (président), Thierry D'Hulst (vice-président), Myriam Coenon (trésorière), Pauline Hérent (secrétaire) et Scarlett Deffrennes (secrétaire adjointe).

### Commissions
Les membres du comité d'administration sont répartis au sein des quatre commissions suivantes :
- Communication et sponsoring: a pour rôle de communiquer sur le club au travers des médias (rédaction des communiqués de presse, vie du site web, etc.) et de prospecter et démarcher de nouveaux partenaires (privés et institutionnels) ainsi que de nouveaux licenciés (initiations dans les écoles, etc.).
- Sportive: a pour rôle de définir les horaires d'entrainements, les effectifs, d'assurer le bon déroulement des entrainements et des diverses compétitions. Elle gère l'entretien et l'approvisionnement en matériel. La commission s'occupe du baseball ainsi que du softball.
- Terrain: a pour objectif d'entretenir les terrains et de les maintenir aux normes fixées par le FFBS, ainsi que de proposer des développements pour améliorer leur utilisation pratique.
- Vie associative: a pour objectif de maintenir le club « vivant » en organisant régulièrement des journées portes ouvertes et des manifestations internes pour dynamiser la vie du club et l'investissement des bénévoles.

## Équipes
Le club compte six équipes baseball et softball :
- Baseball 
  - Senior 1 (D2)
  - Senior 2 (Régionale 2)
  - 15U
  - 12U
  - 9U
- Softball
  - Senior Féminin (D2)

## Palmarès

### Baseball
- Senior:
  - Champion du Nord-Pas-de-Calais (5): 1990, 2005, 2007, 2009, 2010
  - Champion 2e division du Nord-Pas-de-Calais (2): 2004, 2010
  - Nationale 2 et 3: Présence de 1990 à 2003
  - Vainqueur de l'Open des Volcans Clermont-Ferrand: 2009
  - Nationale 2: 1/2 finaliste en 2009 et 1/4 de finaliste en 2010
- 15U:
  - Vice-champion de France: 2010
  - Vainqueur du tournoi de Mortsel: 2009
  - Champion du Nord-Pas-de-Calais
    - En extérieur (12): 1990-1995, 2001, 2005, 2007-2010
    - En salle (10): 1998-2005, 2009-2010

### Softball
- Mixte:
  - Championnats de France: 2e en 2005, 4e en 2002 et 2004, 5e en 2003
  - Champion du Nord-Pas-de-Calais
    - En extérieur (12): 1999-2010
    - En salle (7): 2001-2004, 2007, 2008, 2010
- Féminin: 
  - Champion du Nord-Pas-de-Calais
    - En extérieur (12): 1991, 1993-1995, 1997-1999, 2001, 2003-2005, 2008
    - En salle (13): 1991, 1993-1995, 1997-1999, 2001-2004, 2006-2007
- Masculin: 
  - 4e des championnats de France: 2008
  - Champion du Nord-Pas-de-Calais
    - En extérieur (1): 2004
    - En salle (3): 2003, 2005, 2007

  - Vainqueur de la Coupe de la ligue: 2009

## Projets
Sur le plan sportif, les principaux objectifs du club sont:
- Pérenniser la présence de l'équipe fanion au niveau national.
- Continuer à développer la pratique jeune.
- Renforcer les effectifs des équipes de softball.
- Participer à de nombreux tournois et étendre le tissu relationnel avec les clubs de la frontière belge.

Sur le plan associatif:
- Maintenir un nombre de licenciés supérieur à 100.
- Optimiser la communication interne et externe du club.
- Élargir l'offre sportive en l'adaptant à différents types de public.
- Optimiser les infrastructures du club.